# Albin Angerer
Albin Nikolaus Angerer (* 6. Dezember 1885 in Regensburg; † 22. Dezember 1979 in Würzburg) war ein deutscher Arzt und Studentenhistoriker.

## Leben
Angerers Eltern waren der Forstrat Oskar Angerer und seine Frau Franziska geb. Rommelsheim. Er studierte an der Julius-Maximilians-Universität Würzburg Medizin und wurde 1907 als Angerer VI im Corps Moenania recipiert (xxx,x). 1912 wurde er zum Dr. med. promoviert. Anschließend nahm er eine Stelle an der Chirurgischen Universitätsklinik in München an. Nach Teilnahme am Ersten Weltkrieg als Sanitätsoffizier wurde er 1921 in Straubing Chefarzt der chirurgischen Abteilung vom Krankenhaus der Barmherzigen Brüder und der Elisabethinnen. Nach dem Eintritt in den Ruhestand (1956) ließ er sich in Würzburg nieder. 1961 übernahm er als Nachfolger von Georg Meyer-Erlach die Leitung des Instituts für Hochschulkunde an der Universität Würzburg. Zugleich wurde er (bis 1976) Kustos des Archivs vom Kösener Senioren-Convents-Verband und der Kösener Sammlungen. Er starb mit 94 Jahren und wurde in der „Mainländergruft“ (Gruft des Corps Moenania) auf dem Hauptfriedhof Würzburg beigesetzt. Angerer war zweimal verheiratet und hatte vier Kinder.
Nach Angerer wurde ein von ihm entwickelter Hieb des akademischen Fechtens benannt, die sogenannte Angerer- oder Horizontalterz. Hierbei handelt es sich – bei einem Rechtshänder – um eine waagerecht gegen die rechte Kopfhälfte des Gegners geschlagene Terz.

## Auszeichnungen
An der Geschichte der Studentenverbindungen interessiert, engagierte sich Angerer im Verein für corpsstudentische Geschichtsforschung. 1975 wurde er zum Ehrenmitglied der Deutschen Gesellschaft für Hochschulkunde ernannt. Der Convent Deutscher Akademikerverbände zeichnete ihn für seine Verdienste um die Studentengeschichte mit der Fabricius-Medaille aus. Er war außerdem Träger der Bürgermedaille Straubing, des Würzburger Stadtsiegels und des Verdienstordens der Bundesrepublik Deutschland (Verdienstkreuz 1. Klasse).
Am 1. Mai 1965 wurde er Corpsschleifenträger der Teutonia zu Marburg.

## Werke
- 150 Jahre Moenania 1814–1964, Würzburg 1964.
- Straubinger Studenten auf deutschen und ausländischen Universitäten. Jahresbericht des Historischen Vereins für Straubing und Umgebung, 1979, S. 125 ff.
- Anleitung zum Fechten mit dem Korbschläger, 2. Auflage, Kaiserslautern 1979.